# Mary E. Hewitt
Mary E. Hewitt (ur. 20 marca 1807 w Malden w stanie Massachusetts, zm. 17 września 1884 w Chicago) – poetka amerykańska.

## Życiorys
Mary E. Hewitt urodziła się jako Mary Elizabeth Moore. Była córką Josepha Moore’a. Wychowywała się w Bostonie. Wyszła za mąż za Jamesa L. Hewitta. Zamieszkała w Nowym Jorku. Gdy owdowiała, wyszła ponownie za mąż za Russela Stebbinsa.

## Twórczość
W 1846 wydała tomik The Songs of our Land, and Other Poems. W 1854 opublikowała kolejny zbiór, zatytułowany Poems: Sacred, Passionate, and Legendary. Zredagowała również tom wydany na pamiątkę zmarłej w 1850 poetki Frances Sargent Osgood, zawierający wiersze wielu autorów. Sama napisała do niego Proem.
She sleeps in peace till Christ at last shall raise her,
The beautiful, whom countless hearts held dear —
Speak low — we come to bury, not to praise her
Who was so cherished while she lingered here.
Edgar Allan Poe wysoko cenił wiersze Mary E. Hewitt. Dobrze się wypowiadał o jej sonecie Hercules and Omphale.